# 大阪市立長吉六反小学校
大阪市立長吉六反小学校（おおさかしりつ ながよしろくたん しょうがっこう）は、大阪府大阪市平野区にあった公立小学校。大阪市平野区の南東部を校区としていた。学校敷地は川を挟んで八尾市と隣接している。

## 概要
大阪市東住吉区（現・平野区）長吉地区は1960年代以降宅地化が進み、それに伴って児童数も急増していた。児童数急増による学校規模過大化への対策として、従来の大阪市立長吉南小学校の校区を分離して1972年に開校した。
校名の「六反」は学校周辺の地名に由来している。「六反」は元々「赤坂」の地名だった。しかし南北朝時代になり、楠木正成の出身地の赤坂村（現在の千早赤阪村）と同名でしかも同じ河内国に属していたこともあり、混同されて戦乱に巻き込まれることを恐れて、「赤坂」の「赤」の画数を省略して「六」と読み替え、また「坂」のへんをとって「反」として「六反」の地名に変更したといういわれがある。
児童数減少に伴い、2016年に大阪市立長吉東小学校へ統合された。

## 沿革
- 1972年4月1日 - 開校。
- 1974年3月31日 - 校旗制定。
- 1975年2月10日 - 校歌制定。
- 1980年11月1日 - 標準服制定。
- 1993年 - 文部省より、帰国児童・中国残留孤児子女教育の研究協力校の指定を受ける。
- 2016年3月31日 - 廃校。在校生は大阪市立長吉東小学校と統合。

## 通学区域
- 大阪市平野区 長吉六反4丁目・5丁目。

卒業生は基本的に大阪市立長吉六反中学校に進学する。

## 交通
- 地下鉄谷町線 八尾南駅 北へ約1.3km。
- 地下鉄谷町線 長原駅 北東へ約1.6km。
- 大阪市営バス・近鉄バス 六反東公園バス停、六反東住宅前バス停。